# Hiptage minor
Hiptage minor là một loài thực vật có hoa trong họ Malpighiaceae. Loài này được Dunn mô tả khoa học đầu tiên năm 1903.